# Nueve hijos del Rey Dragón

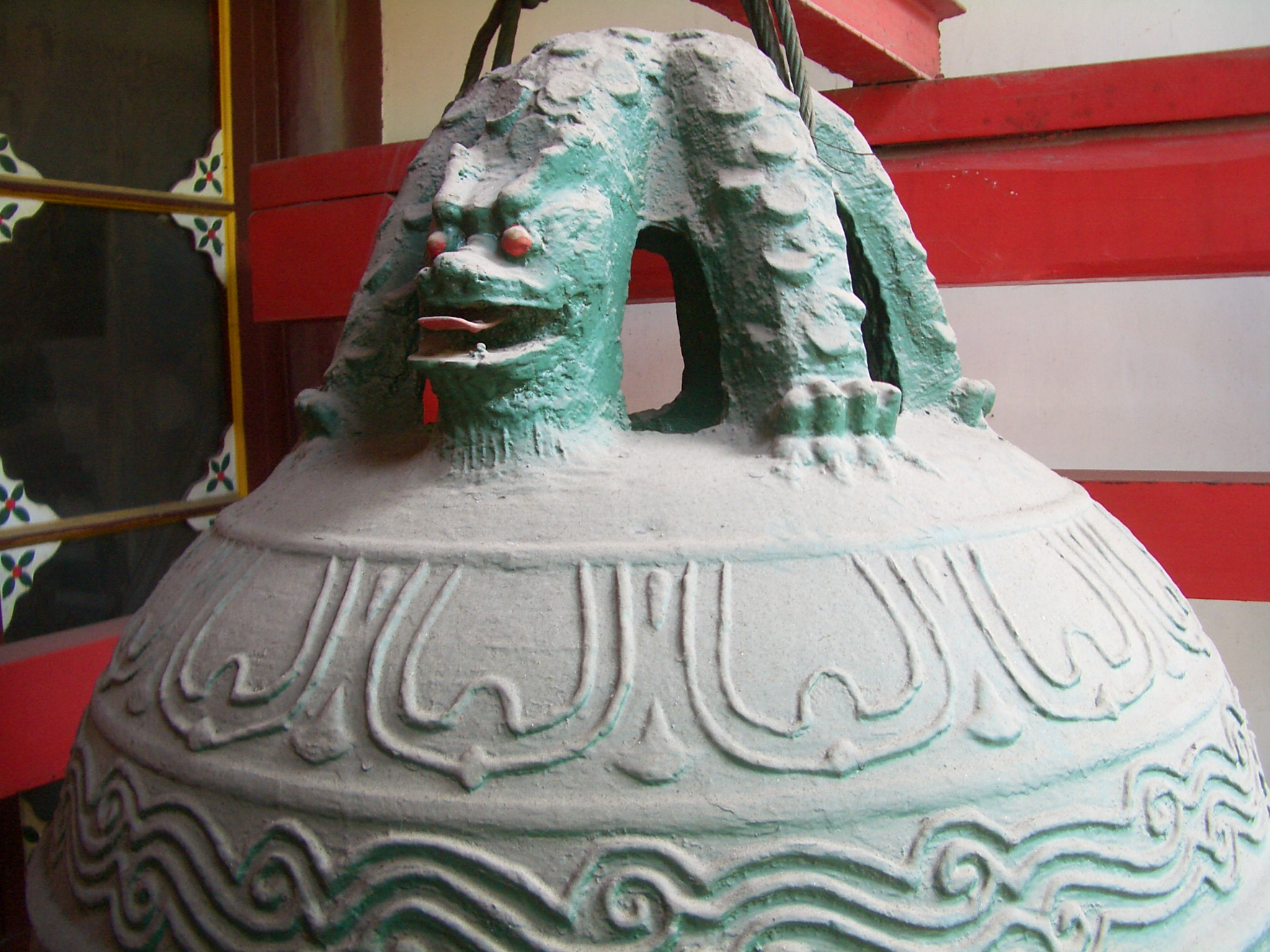
Pulao en el templo de Changchun, Wuhan

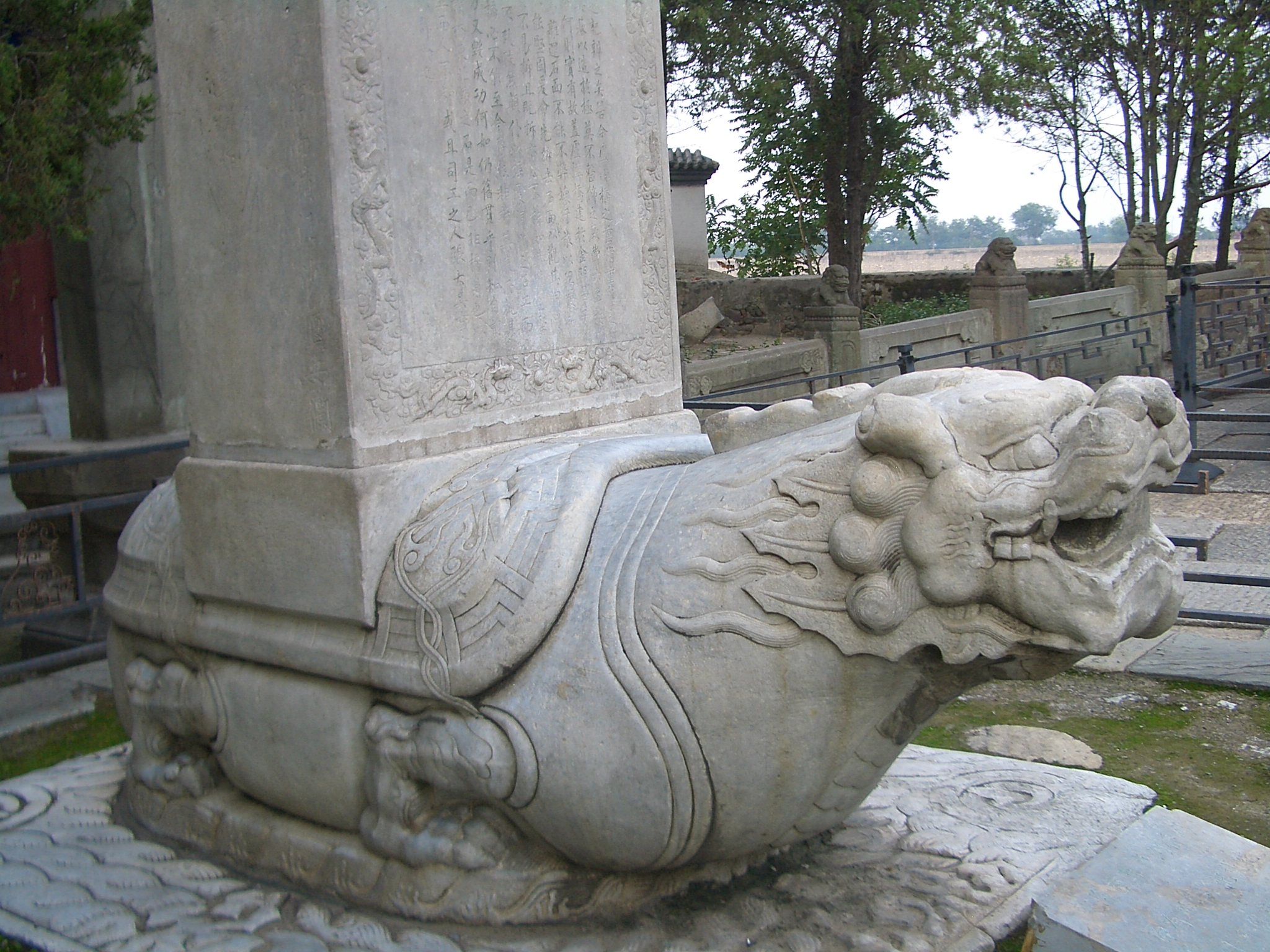
Bixi de la era Qianlong cerca del puente de Marco Polo, Beijing

Los nueve hijos del Rey Dragón son dragones chinos que son los hijos mitológicos del Rey Dragón . Hay muchas variaciones en las diferentes descripciones de los nueve hijos, incluso en hechos básicos como sus nombres, pero todas las versiones afirman que son nueve.

## Historia
El testimonio más antiguo que se conoce de la lista de los hijos del Rey Dragón se encuentra en Shuyuan zaji (菽園雜記, Registros misceláneos desde el jardín de frijoles) de Lu Rong (1436-1494); sin embargo, señaló que la lista enumera simples sinónimos de varias antigüedades, no hijos de un dragón.

Varios textos de la dinastía Ming enumeran lo que se afirmó como los nueve descendientes del dragón (en chino, 龍生九子; pinyin, Lóng shēng jiǔzǐ), y posteriormente estos aparecen de manera prominente en las historias y escritos populares chinos.de Visser (1913), citando a Xie Zhaozhe (謝肇淛, 1567-1624) en su obra Wu Za Zu (五雜俎, ca. 1592) da la siguiente lista, en orden de mayor a menor:
Una célebre obra de finales del siglo XVI, el Wuzazu 五雜俎, nos informa sobre las nueve crías diferentes del dragón, cuyas formas se utilizan como adornos según su naturaleza.
- El qiú niú 囚牛, (Forma de dragón) una criatura a la que le gusta la música, se utiliza para adornar instrumentos musicales.
- El yá zì 睚眦, (Híbrido de lobo y dragón) una criatura a la que le gusta pelear, es agresiva y normalmente se encuentra en las cruzadas de la espada como adorno.
- El cháo fēng 嘲風, (Se asemeja a un Fénix y un dragón) una criatura a la que le gusta la aventura. Por lo general, se colocan en las cuatro esquinas de los techos.
- El pú lao 蒲牢, (Clase de dragón de cuatro patas de forma pequeña) una criatura a la que le gusta gritar, y está representada en la parte superior de las campanas, utilizadas como manijas.
- El suān ní狻猊, (Híbrido de león y dragón) una criatura a la que le gusta sentarse, están representados sobre las bases de ídolos budistas (bajo los pies de los Budas o Bodhisattvas).
- El bì xi 贔屭, también conocido como bà xià霸下(Híbrido de tortuga y dragón) una criatura con un caparazón grande capaz de transportar objetos pesados, y normalmente se encuentran debajo de los monumentos de tumbas.
- El bì àn 狴犴, (Híbrido de tigre y dragón) una criatura a la que le gusta el litigio, se colocan sobre las puertas de las prisiones (para mantener la guardia).
- El bā xià 霸下, (Híbrido de reptil y dragón) una criatura a la que le gusta beber agua y se usa típicamente en estructuras de puentes.
- El chī wěn 蚩吻, (Híbrido de pez y dragón) una criatura a la que le gusta tragar, se colocan en ambos extremos de las crestas de los techos (para tragarse todas las influencias malignas).

 Además, el mismo autor enumera otros nueve tipos de dragones, que se utilizan como decoración ornamental o como parte de la arquitectura clásica china. Estos ejemplos se pueden encontrar en la arquitectura de toda Asia utilizada para adornar cerraduras, techos, quemadores de incienso, aldabas, puentes, etc.
El Sheng'an waiji (升庵外集) colección del poeta Yang Shen (楊慎, 1488-1559) da diferentes nombres al quinto y noveno de los nueve hijos del dragón: el tāo tiè (饕餮), forma de bestia, que le encanta comer y se encuentra en artículos relacionados con la comida, y el jiāo tú (椒圖), que parece una caracola o una almeja, no le gusta que lo molesten y se usa en la puerta de entrada o en el umbral. La lista de Yang es bì xì, chī wěn o cháo fēng, pú láo, bì àn, tāo tiè, qiú niú, yá zì, suān ní y jiāo tú. Además, hay algunos que incluyen a los xì xì, (屓屭); que tienen la forma del chī hǔ (螭虎, un tipo de dragón de forma pequeña), y les gusta la literatura, que se representan en los costados de los monumentos funerarios.

## Nombres modernos
Los nueve hijos del Rey Dragón fueron reconocidos por la Casa de Moneda de Shanghai en el 2012 (año del Dragón según el horóscopo chino) mediante la emisión de 2 juegos de monedas, una en plata y otra en latón. Cada moneda en los 9 juegos de monedas representa a uno de los 9 hijos. Se emitió una décima moneda adicional que representa al padre dragón en plata y bronce, que tiene la iconografía de los 9 hijos en el reverso, para un total de 20 monedas en la serie. Las monedas están certificadas por Numismatic Guaranty Corporation con los siguientes nombres:
- Bi Un[7]
- Bi Xi[8]
- Chao Feng[9]
- Chi Wen[10]
- Fu Xi (el nombre real es Xi Xi)[11]
- Pu Lao[12]
- Qiu Niu[13]
- Suan Ni[14]
- Ya Zi[15]